# ان‌جی‌سی ۲۷۷۰
ان‌جی‌سی ۲۷۷۰ یک کهکشان مارپیچی و در فاصله ۸۸ میلیون سال نوری در صورت فلکی سیاه‌گوش است.